# Flota Oceanográfica Española
La Flota Oceanográfica Española (ICTS FLOTA) es el conjunto de buques oceanográficos pertenecientes al Gobierno de España a través de diversos organismos tales como el  Instituto Español de Oceanografía (IEO), el Consejo Superior de Investigaciones Científicas (CSIC) o el Ministerio de Defensa. Son completamente financiados por la Administración General del Estado. Su base se encuentra en Vigo.
Estos buques oceanográficos prestan servicio fundamentalmente a las campañas que se desarrollan en el marco del Plan Estatal de Investigación, Desarrollo e Innovación (I+D+i) y del programa marco de la Unión Europea, así como las propias responsabilidades asignadas a los diferentes Organismos Públicos de Investigación del Ministerio de Ciencia e Innovación. El soporte técnico a bordo de los buques oceanográficos de las campañas reguladas por la Comisión de Coordinación y Seguimiento de las Actividades de los Buques Oceanográficos lo proporciona la Unidad de Tecnología Marina del CSIC. La ICTS FLOTA está compuesta por dos infraestructuras, el BIO Hespérides y la FLOTPOL.

## BIO Hespérides

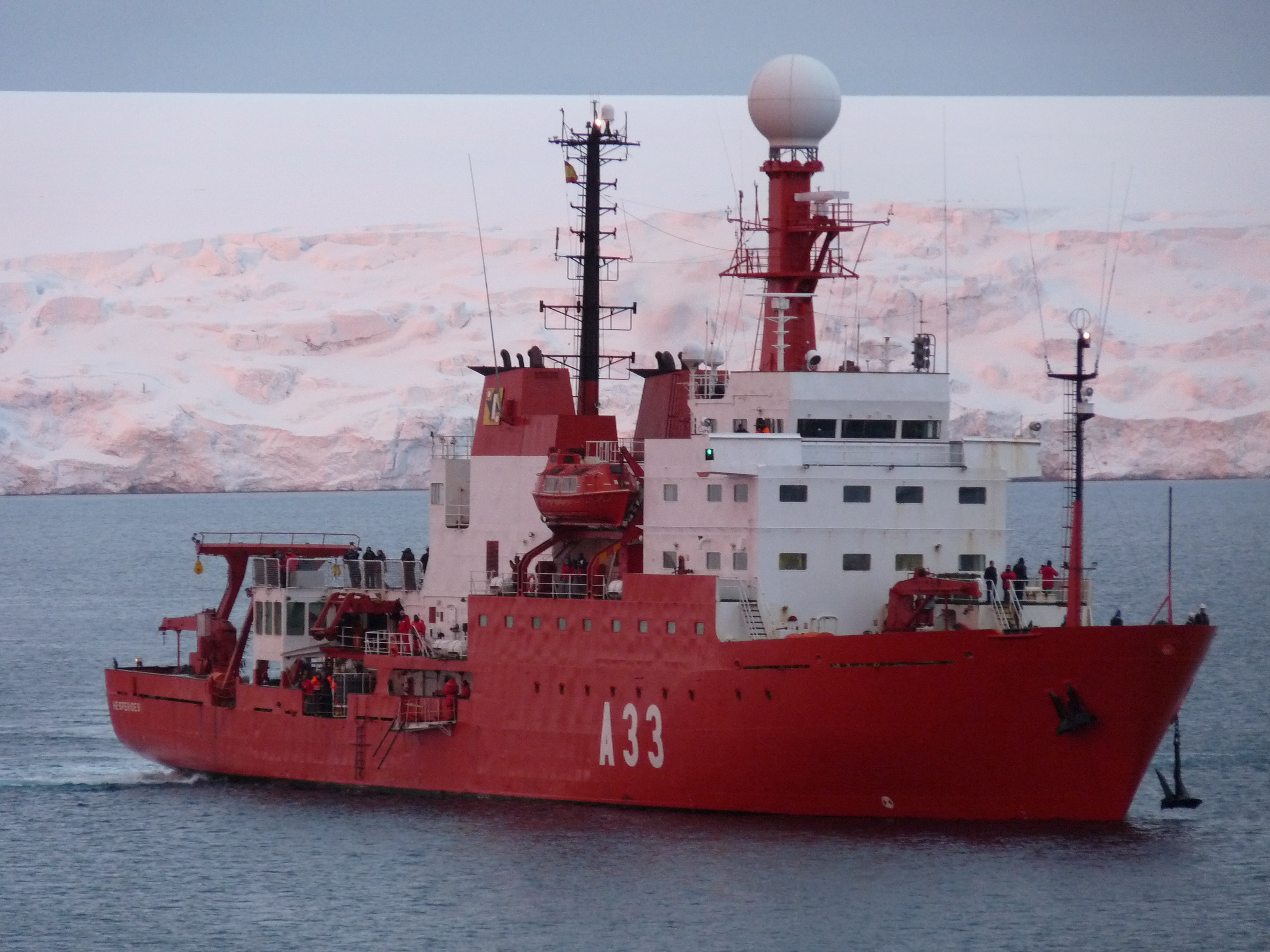
BIO Hespérides (A-33)

El BIO Hespérides entró en servicio en 1991 y ha efectuado desde entonces más de 120 campañas oceanográficas en la Antártida, Ártico y en los océanos Pacífico y Atlántico. El importante papel que desempeña en la investigación oceanográfica fue reconocido en 1995 como Gran Instalación Científica por la Comisión Asesora para las Grandes Instalaciones Científicas, actualmente denominadas ICTS. El BIO Hespérides es un buque de la Armada integrado en la Fuerza de Acción Marítima (FAM) de la Armada Española con base en Cartagena, Murcia. Su equipamiento científico esta integralmente gestionado por la Unidad de Tecnología Marina del CSIC. Su casco está reforzado para navegar en las zonas polares de la Antártida y el Ártico. Su actividad principal se centra en los veranos australes, en los que desarrolla campañas científicas en la Antártida y colabora puntualmente en el apoyo a las bases antárticas españolas, así como en proyectos de investigación programados en estas. El resto del año su actividad se realiza principalmente en el Atlántico, Pacífico y Mediterráneo, prestando apoyo a diferentes campañas científicas, así como al programa de cartografía de la Zona Económica Exclusiva del Ministerio de Defensa. Es un buque de investigación de ámbito global con instrumentación y laboratorios que le permiten investigar los recursos y riesgos naturales, el cambio global, los recursos marinos, la circulación oceánica global y la biodiversidad marina.

## FLOTPOL

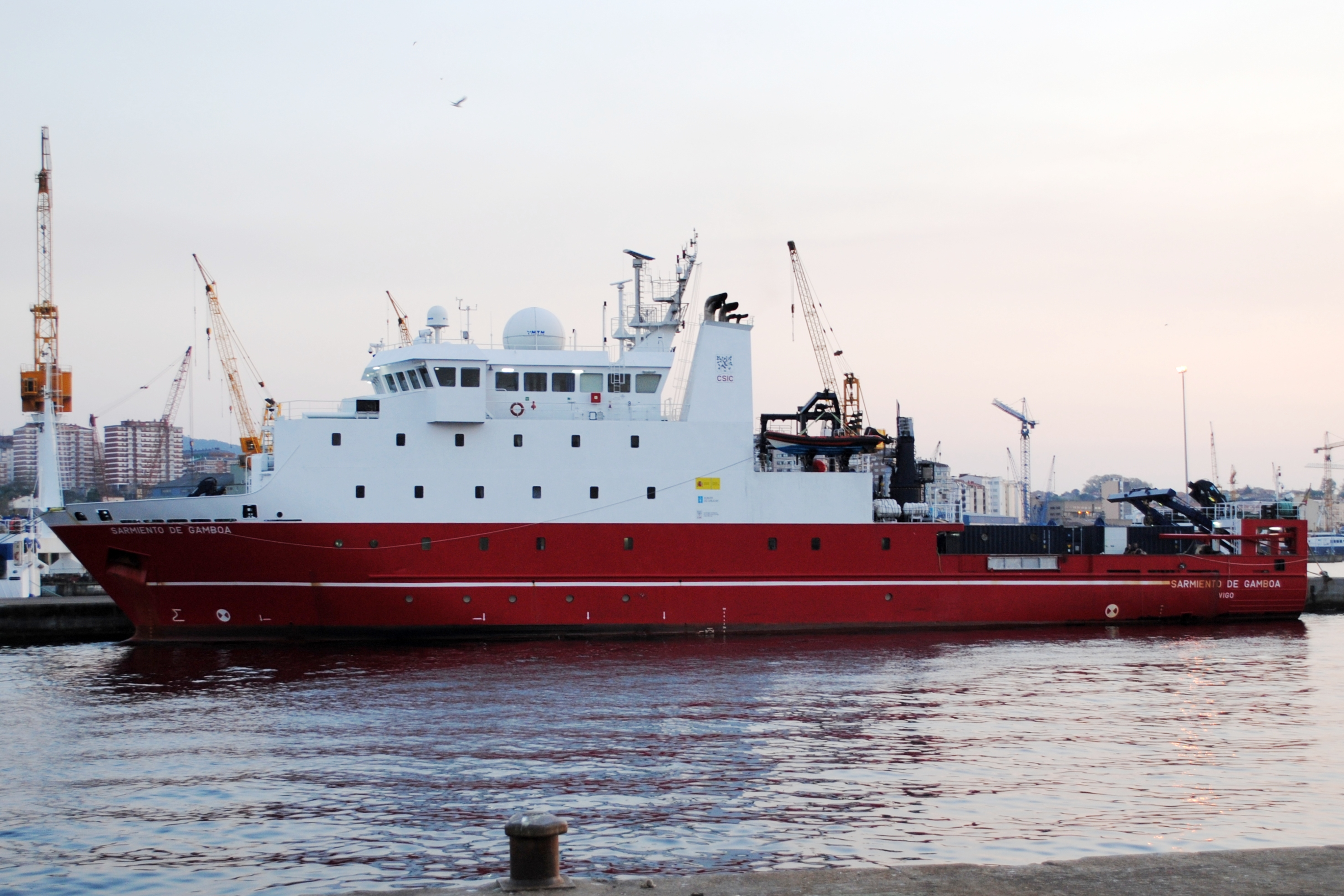
B/O Sarmiento Gamboa

La infraestructura FLOTPOL integra los recursos aportados por la Unidad de Tecnología Marina del CSIC y la Unidad de Buques y Campañas del Instituto Español de Oceanografía (IEO). Los buques incluidos en esta infraestructura son:

### CSIC
- B/O Sarmiento de Gamboa
- B/O García del Cid
- B/O Mytilus

### IEO
- B/O Odón de Buen
- B/O Ramón Margalef
- B/O Ángeles Alvariño
- B/O Francisco de Paula Navarro
- B/O José María Navaz
- B/O Lura

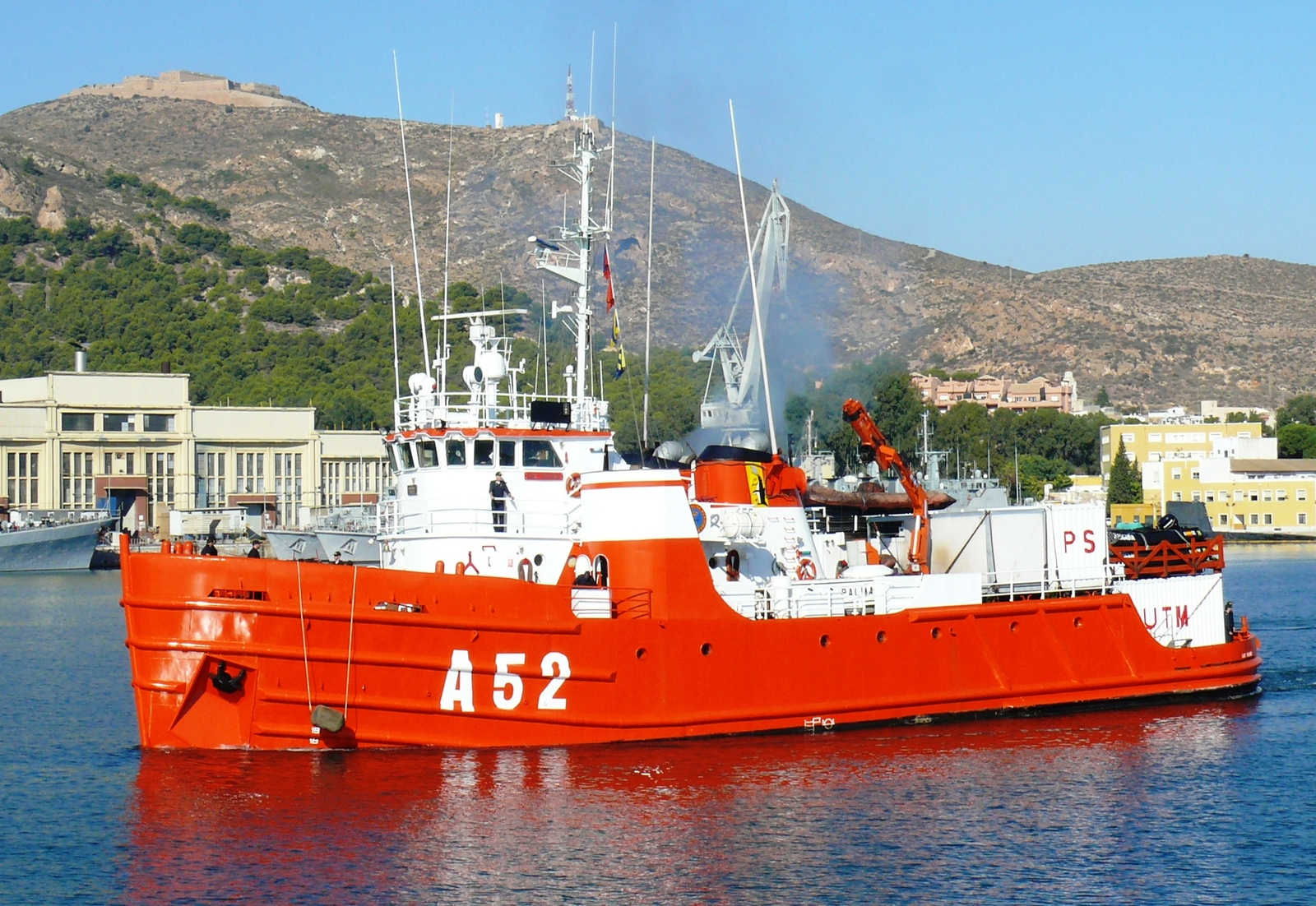
BIO Las Palmas (A-52).

En el pasado, el IEO también operó el buque oceanográfico francés Thalassa, debido a que colaboró en su financiación, y podía disponer del mismo durante dos meses al año, aunque el acuerdo de utilización venció en 2012.
En octubre de 2020 el gobierno dio luz verde a la construcción de un nuevo Buque Oceanográfico Multipropósito de Ámbito Global (BOMAG).

## Otros buques

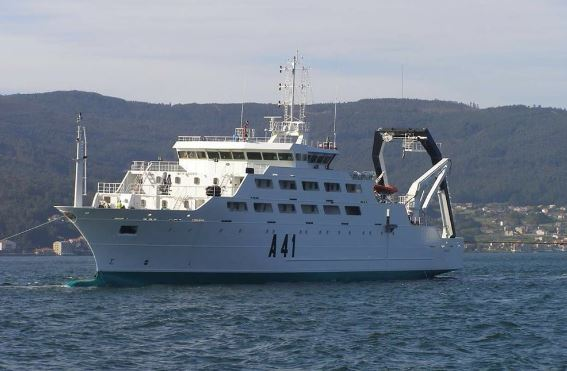
Buque de investigación pesquera Intermares (A-41)

Además de los mencionados, España dispone de otros buques oceanográficos tales como el BIO Las Palmas (A-52), perteneciente a la Armada española o los buques hidrográficos A-31 Malaspina, A-32 Tofiño, A-23 Antares y el buque escuela y de investigación pesquera A-41 Intermares, propiedad conjunta del Ministerio de Agricultura y del Ministerio de Defensa.
Por otro lado algunas universidades también disponen de buques de investigación oceanográfica como el UCadiz de la Universidad de Cádiz, de 25 metros de eslora.